# Vince Lombardi
Vincent Thomas "Vince" Lombardi (11. juni 1913 – 3. september 1970) var en amerikansk træner i Amerikansk fodbold. Han er bedst kendt for at have været cheftræner for Green Bay Packers i 1960'erne, hvor han førte holdet frem til blandt andet 2 Super Bowl-mesterskaber.
Super Bowl-trofæet blev i 1970 opkaldt efter Lombardi. 